# A.A. Waldenström
Anders Adolf Waldenström, född den 1 december 1820 i Luleå, död den 19 augusti 1888 i Nikolai församling i Stockholm, var en svensk borgmästare och riksdagsman. 
Waldenström var son till provinsialläkaren Erik Magnus Waldenström. Efter studentexamen i Uppsala 1837 blev han student vid Uppsala universitet, där han avlade juridisk filosofisk examen 1840, kameralexamen 1842 och hovrättsexamen 1844. Han var borgmästare i Karlstad mellan 1861 och 1882.
Waldenströms och biskop Anton Niklas Sundbergs insatser vid stadsbranden i Karlstad 1865 har förevigats i orden "Borgmästaren grät och bad, biskopen svor och släckte". Han var ledamot för borgarståndet i Karlstad och Luleå vid ståndsriksdagen 1865–1866.
Waldenström var gift men hade inga barn. Han är gravsatt på Norra begravningsplatsen utanför Stockholm.